# Gérard Marais
Gérard Marais (Enghien-les-Bains, 19 september 1945) is een Franse jazzgitarist, -componist en -arrangeur.

## Biografie
Marais speelde na een literatuurstudie o.a. in de groep Dharma (1971). Hij trad op op het Montreux Jazz Festival en werkte samen met Michel Portal (Splendid Yzlment), Burton Greene, Bernard Vitet, Jouk Minor, Colette Magny, Raymond Boni, Stu Martin, Claude Barthélemy en François Méchali.
In de jaren 80 ging hij zich meer richten op filmmuziek (Le Grand Jour van Robert Kramer) en ballet. Hij speelde in een trio met Didier Levallet en Dominique Pifarély. Hij richtte de Big Band de Guitares op, waarin o.m. Boni, Barthélemy, Philippe Deschepper, Colin Swinburne en Jacques Mahieux speelden (album in 1984, op het platenlabel Thelonious). Marais werd in 1985 bij een groter publiek bekend door zijn jazzopera "La Baraque Rouge“ (o.a. met Annick Nozati. In 1993 volgde de opera Mister Cendron.
Eind jaren 90 verscheen het album Katchinas, opgenomen met Yves Robert, Henri Texier en Michel Godard. Hij richtte "Zhivaro“ op met Barthélemy, Didier Levallet, Texier, Mahieux en Sylvain Kassap, de groep speelt jazz en eigentijdse klassieke muziek.
In 1999/2000 nam hij twee albums op met contrabassist Renaud Garcia-Fons, Free Songs en Acoustic Songs.